# Thor ratuje przyjaciół
Thor ratuje przyjaciół (isl. Hetjur Valhallar – Þór, ang. Legends of Valhalla: Thor) – islandzko-irlandzko-niemiecki film animowany z 2011 roku w reżyserii Oskara Jonassona, Toby'ego Genkela i Gunnara Karlssona. Wyprodukowany przez CAOZ, Ulysses Filmproduktion i Magma Films. Film bazowany na podstawie historii Thora, boga gromów z mitologii nordyckiej.
Jest to pierwsza pełnometrażowa animacja i pierwsza produkcja 3D, która została wyprodukowana w Islandii.
Światowa premiera filmu odbyła się 14 października 2011 roku w Reykjavíku. Polska premiera filmu odbyła się 21 czerwca 2013 roku.

## Opis fabuły
Zła królowa podziemi Hel wysyła do krainy wikingów krwiożercze olbrzymy. Nadzieją ludzi może być młody kowal Thor, który mieszka z matką w spokojnej wiosce. Wszyscy wierzą, że ten nastolatek jest synem Odyna, króla bogów, więc potwory nie odważą się zaatakować jego ani ludzi w wiosce. Ale któregoś dnia olbrzymy zrównują osadę z ziemią, a jej mieszkańców porywają do zamku Hel. Thor podczas walki traci przytomność. Napastnicy uznają go za martwego i zostawiają. Gdy dochodzi do siebie, postanawia uwolnić bliskich z lochów okrutnej władczyni. W jego ręce wpada potężna broń – magiczny młot...

## Wersja polska
Wersja polska: M.R. Sound Studio
Reżyseria: Dobrosława Bałazy
Tłumaczenie: Joanna Serafińska
Wystąpili:
- Lesław Żurek – Thor
- Leszek Zduń – Miażdżyciel
- Maria Niklińska – Edda
- Mirosław Zbrojewicz – Odyn
- Miriam Aleksandrowicz – Hel
- Elżbieta Kijowska – Matka
- Monika Pikuła – Freja
- Mieczysław Morański – Sindri
- Jan Kulczycki – Trym
- Jacek Król – Hajmdal – strażnik wrót
- Paweł Szczesny – Paul Oscar
- Andrzej Blumenfeld – Gunter
- Mikołaj Klimek – Beagley oraz Fergus oraz Babu
- Tomasz Marzecki – Brian
- Krzysztof Zakrzewski – Kennedy
- Mirosław Wieprzewski – Dziadek
- Anna Apostolakis – Starowinka
- Waldemar Barwiński – Szef
- Janusz Wituch – Bubbi